# Francisco Cuervo y Valdés
Francisco Cuervo y Valdés (16 juin 1651 – 23 avril 1714) est un militaire espagnol qui fut gouverneur de la Nouvelle-Estrémadure, puis du Nouveau-Mexique en Nouvelle-Espagne ainsi que le fondateur de la ville d'Albuquerque.

## Hommages
Une statue équestre de Francisco Cuervo y Valdés créée par l'artiste Buck McCain est érigée sur une des places d'Albuquerque.